# João de Sousa Carvalho
João de Sousa Carvalho (* 22. Februar 1745 in Estremoz, Portugal; † in der Fastenzeit 1799 im Alentejo, Portugal) war ein bedeutender portugiesischer Barock- und Rokokokomponist.

## Leben und Wirken
Der musikalisch hochbegabte Junge wurde 1745 als Sohn von Paulo de Carvalho und Ana Maria Angelina geboren. Bereits im Alter von acht Jahren wurde er 1753 in das Musikkonservatorium Colegio dos Santos Reis in Vila Viçosa, der  Musikhauptstadt Portugals, gegeben. Im Alter von fünfzehn Jahren kam er 1761 ans Colegio Sant Onofrio di Capua in Neapel, wo er unter der Protektion des portugiesischen Königs Joseph I. seine Ausbildung fortsetzte. Bereits 1766, im Alter von einundzwanzig Jahren, wurde seine Oper La Nitteti zur Karnevalsaison am Teatro delle Dame uraufgeführt. Das Libretto schrieb der italienische Dichter und Librettist Pietro Metastasio. Bereits ein Jahr später, 1767, kehrte er nach Portugal zurück, um künftig nur noch in seiner Heimat tätig zu sein.
Dort wurde er der offizielle Musiklehrer der Kronprinzen von Portugal sowie Professor für Kontrapunktmusik am Bischöflichen Seminar in Lissabon. 1778 wurde er – bis zu seinem Tode – der offizielle „Maestro“ des portugiesischen Königs, das heißt, der offizielle Hofkomponist der Krone. Die meisten Werke, die in dieser Zeit entstanden, waren Auftragsarbeiten für offizielle Anlässe.
Bedeutend war auch seine Oper Testoride Argonauta aus dem Jahr 1780, da sie zur offiziellen Einweihung des Schlosses von Queluz geschrieben und aufgeführt wurde.
Er war ein berühmter, geachteter Komponist. 1783 heiratete er in reiche Verhältnisse ein, sodass seine Frau und er sich stattliche Güter leisten konnten und fortan an der Algarve und im Alentejo lebten. Im Alentejo starb der Komponist auch aus ungeklärter Ursache in der Fastenzeit des Jahres 1799.
Obwohl viele Werke verschollen sind, ist ein Großteil des Werkes auch durch Kopien noch recht gut dokumentiert. So umfasste das dramatische Werk 16 Stücke: 5 Opern, 10 Serenaten und eine Kantate. Das sakral-geistliche Werk besteht aus 3 Hymnen, 2 Arien, zehn Messen, 4 Psalmen, einem Oratorium, einer Motette. Bekanntestes Stück ist hier das 1769 entstandene geistliche Werk Te Deum. Das profane Werk umfasst ein paar weltliche Arien, ein Duett, eine Cavatine und ein Sonett.

## Werke (Auswahl)
- La Nitteti, Oper, 1766, Uraufführung Neapel.
- L’amore industrioso, Oper, 1769, Uraufführung Lissabon im Teatro Palácio da Ajuda.
- Te Deum, geistliches Werk, 1769.
- L’Eume, Oper, 1773.
- L’Angelica, Serenata, 1778, Uraufführung Lissabon im Palácio de Queluz
- Testoride Argonauta, Oper, 1780, zur Eröffnung des Palácio de Queluz in Anwesenheit der regierenden Königin von Portugal, Maria I. da Gloria.
- L’Endimione, Dramma per musica, 1783, Uraufführung Lissabon im Palácio de Queluz